# Roodkaptwijgtimalia
De roodkaptwijgtimalia (Malacopteron magnum) is een vogelsoort uit de familie van de Timaliidae (timalia's). De vogel komt voor in bosgebieden van de Indische Archipel.

## Kenmerken
Dit is een typische twijgtimalia, een schuwe merendeels bruin gekleurde vogel, 17 cm lang. Deze vogel is lastig te onderscheiden van de schubkruintwijgtimalia die ongeveer in dezelfde habitat en gebieden voorkomt. De roodkaptwijgtimalia is bruin van boven en licht van onder en heeft een roodbruine kruin. Hij verschilt van de schubkruintwijgtimalia door het ontbreken van een roodbruine stuit, streepjes op de borst en grijze (in plaats van lichtroze) poten.

## Verspreiding en leefgebied
De roodkaptwijgtimalia is in geschikt habitat een algemeen voorkomende standvogel. Op Borneo komt de vogel voor in een groot aantal typen bos, met weliswaar een voorkeur voor ongerept regenwoud, maar de vogel ook in secondair bos, moerasbos en verwaarloosde plantages, meestal in laagland tot 450 m boven de zeespiegel, soms tot 1000 m.
De soort telt 2 ondersoorten:
- M. m. magnum: Malakka, Sumatra, noordelijke Natuna-eilanden en Borneo (behalve het noorden).
- M. m. saba: noordelijk Borneo.

## Status
De roodkaptwijgtimalia heeft een groot verspreidingsgebied dat reikt van het schiereiland Malakka over Sumatra en Borneo tot Palawan. De grootte van de populatie is niet gekwantificeerd, maar de vogel gaat door de voortgaande ontbossing, vooral in bosgebieden in het laagland van het gebied, snel in aantal achteruit. Om deze reden staat ook deze twijgtimalia als gevoelig op de Rode Lijst van de IUCN.